# بانزر 8 ماوس
بانزر 8 ماوس، أو الفأر (بالألمانية: Panzer VIII Maus)‏، هي مركبة قتال مدرعة عملاقة، تعتبر الدبابة الأثقل في تاريخ المركبات الحربية بوزن يصل إلى 188 طن! صنع منها نموذجان فقط لأنها ظهرت في أواخر الحرب، عندما طلب هتلر دبابة أثقل من التايغر وأشاروا عليه المهندسين بعدم فعل ذلك لأنها ستكلفهم الوقت والمال ولكنهم رضخوا لمطالبه وصنعوها وكانت مواصفاتها فوق الخيال. بعد ان دخلت الخدمة الماوس نشرت الرعب في الجنود الحلفاء عند انتشار اشاعة انها بدأت تتواجد في ارض المعارك. مستوحاة من أفكار الفوهر بنفسه. وكانت من الدبابات الفائقة الثقل الألمانية التي أنجزت في وقت متأخر من عام 1944م. ومن أثقل المركبات المدرعة على الإطلاق. وقد أسرت في مخبأها من قبل القوات السوفيتية المتقدمة.

## خلفية تاريخية
نشأ هوس هتلر بالدبابات العملاقة والأسلحة الكبيرة في الحرب العالمية الأولى عندما كان جندي مشاة -عريف- في الخطوط الأمامية، ففي اثناء الحرب العالمية الأولى لم يكن هتلر يراقب المدفعيات وهي تزداد حجماً فحسب بل رأها ايضاً تزداد قدرتها على التحرك مع ظهور أول دبابة. فقد كان مقتنعاً تماماً من أن الحجم الكبير هو الأفضل.
وبعد 15 عاماً -من الحرب العالمية الأولى- عندما وصل هتلر إلى السلطة ويتوعد بالثار لهزيمة الحرب العالمية الأولى. ولكن معاهدات السلام تحظر على ألمانيا صناعة الدبابات السلاح الضروري للجيوش الحديثة.
لذا يقوم هتلر بتطويرها سراً. وذلك في مجمع عسكري (مركز العمليات السرية النازية) وسط غابة مخفية من اشجار الصنوبر، أكثر من 25 كيلومتر مربع من مختبرات الأسلحة عالية التقنية وحقول الرمي ومصانع الدبابات وخزانات الوقود حيث قامت ألمانيا بالتجارب على دباباتها، وحيث اخترع أول صواريخ بالستية في العالم وهناك ايضاً ولدت أسطورة دبابة ماوس العصرية أكبر دبابة نازية عملاقة.

## التصميم
كانت فكرة الدبابة العملاقة التي تزن 100 - 250 طن يتم تداولها في جميع اصقاع أوروبا لحوالي 30 عاماً. تقريباً كل بلد كبير كان لديه تصميم أو تصميمان لهذه الدبابة في خزائنه. أنكب المصممون على الفهرر بخطط متنافسة. احدها تصميم مذهل لدبابة يبلغ حجمها عشرة أضعاف حجم أي دبابة موجودة على الإطلاق. تصميم أكبر دبابة نازية معروف بأسم لاندركروزر تم وضعه من قبل مصمم غواصات في شركة «كروب». فقد كانت دبابة لاندكروزر عبارة عن سفينه على الأرض. يبلغ ارتفاع هذه الدبابة 11 متراً، ذلك تقريباً حجم منزل ذي أربعة طوابق، والطول الكلي بأكمله يصل إلى 39 متراً، كانت لاندكروزر بحجم يفوق الأستخدام العملي. مدركاً ذلك يقوم وزير التسليح ألبرت شبير بأغلاق المشروع.
لكن رغبة هتلر في صنع دبابة عملاقة لا يمكن إيقافها لذا يعود إلى الدكتور بورش مصمم السيارات.

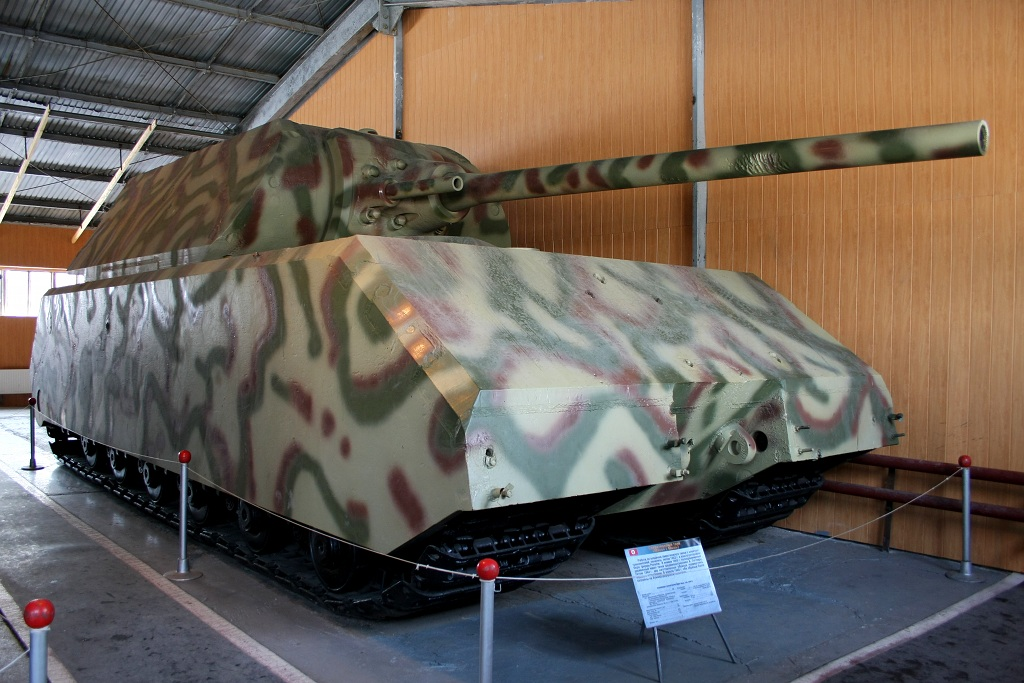
نموذج من دبابة ماوس في متحف كوبينكا، روسيا (2009)

كان التصميم الأول الذي قدمه بورش في يونيو من عام 1942م. كانت الدبابة الألمانية نفسها لكن على مستوى أضخم كل شي كان تقريباً بضعف حجم دبابة التايجر.
في 14 مايو 1943م، حدث لقاء بين هتلر وبورش في قوزلر لاستعراض نموذج خشبي لدبابة ماوس. بعد ان خذل هتلر بنموذجه من دبابة تايجر، يعلم بورش أن فشل أخر سيكون كارثياً. قال هتلر حينها إذا أيمكننا أن نصنع دبابات مماثلة! قال بورش: بالتأكيد يمكننا أن نبني دبابات مماثلة. قال هتلر يجب علينا الآن أن نخطط قدماً نحو تحقيق التفوق في عام 1944م بالدبابتين الماوس والتايجر جنباً إلى جنب.
أن دبابة الماوس العملاقة لا تقاوم بالنسبة لهتلر. سيتم صنع دبابة بورش العملاقة. فكل شي كان يقوم به أتجه نحو الضخامة. مخابئ ضخمة تحت الأرض، ومدافع ضخمة، ودبابات ضخمة. فقد كان مقتنع تماماً أن الحجم الكبير هو الأفضل.
حاول الألمان صنع سلاح ضخم متنقل منذ سنوات، سلاح كان يدعى «شفير قوستاف» وقد ضائل رؤية بورش عن دبابة الماوس، لكن صنع هذه الدبابة العملاقة يضع بورش أمام تحديات تقنية ضخمة.
عند بناء دبابته الماوس كان على بورش ان يضع مدفعاً ضخماً على أكبر دبابة تم صنعها يوماً! وعلى عكس سلاح «القوستاف» عليها ان تكون عملية ومناورة. وحتماً يجب عليها أن تمنح هتلر القوة الفتاكة التي يتوق إليها. فالفهرر يحتاج بشدة إلى أسلحة يمكنها أن تعوض عن الهزائم القاسية في روسيا. أسلحة قادرة على بث الرعب في قلوب أعدائه!
فقد عرف معظم الألمان أنهم لن ينتصروا في الحرب منذ عام 1943م ، لكن هتلر مازال متشبثاً بذلك المفهوم الذي يبلغ عمره ألف عام. ولانه كان دائماً مهووساً باتكنلوجيا، بدأ بوضع إيماناً متزايداً في الأسلحة العجائبية، بعض النظر إذا كانت صواريخ، أو طائرات نفاثة، أو حتى دبابات ماوس.

## التخزين

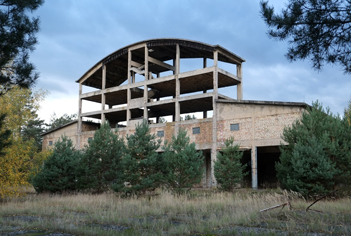
مخابئ التخزين الخاصة بالعملاقة ماوس في كوملس دورف

في كوملس دورف ألمانيا خزن هتلر دبابات ماوس العملاقة. حيث تم أختبار الأسلحة الجديدة، والتأكد من أنها لاقت التوقعات. كانو يأملون أن هذه الدبابة سلاحاً مهولاً، أنها ستكون أشبه بقلعة هائلة متحركة يمكنها أن تهزم أي شي يعترض طريقها.
لكن قبل أن يتمكن هتلر من أستخدام دبابة الماوس في القتال، يجب على صانعها د. بورش أن يجعلها قادرة على التحرك، رغم كارثته مع دبابة التايجر، مازال يملك الإيمان بمحركة الديزل الكهربائي الرائد.
وأستطاعت الأختبارات أن تثبت أنه على صواب، فقد كان الضغط على المسارات جيداً جداً وموزع بشكل جيد على الأرض، فكانت الدبابة قادرة على أن تصل إلى سرعة 15-20 كيلومتر في الساعة في أرض مفتوحة. عمل بورش على التصميم الداخلي لدبابة الماوس لتكون هذه الدبابة الثقيلة والكبيرة جداً قادرة على التحرك كسيارة عادية. وكل من هو قادر على قيادة سيارة يمكنه أن يقود دبابة ماوس العملاقة.
من وجة نظراً هندسية وبأعتبار كيفية توجيه دبابة ماوس فإنها تحفة حقيقية. فقد كانت دبابة ماوس أنتصاراً تقني، لكنها على الأغلب ليست أكثر مركبة قتال عملية. فكل جسر حاولت أن تجتازة دبابة ماوس كان يتحطم تحتها! لذا كان على الدبابة أن تذهب عبر الأنهار.
ولذلك توجب على د. بورش أن يصنع انبوباً للتنفس عليها، ويغلق كل فتحة فيها، ويصلها بدبابة ماوس أخرى، لانها كانت تحوي على محرك الديزل الكهربائي التقليدي ذاك، الذي لم يكن قادراً على العمل تحت الماء. كانت تذهب الدبابة عبر الماء وكانت الدبابة الأخرى عند الجانب الأخر تمدها بالطاقة.
على أرض جافة تثبت دبابة ماوس أنها مستهلكة وقود مدهشة. فهي تحرق جالوناً من الديزل، كل 370 قدماً، في وقت كان يشح فيه الوقود بشكل متزايد!

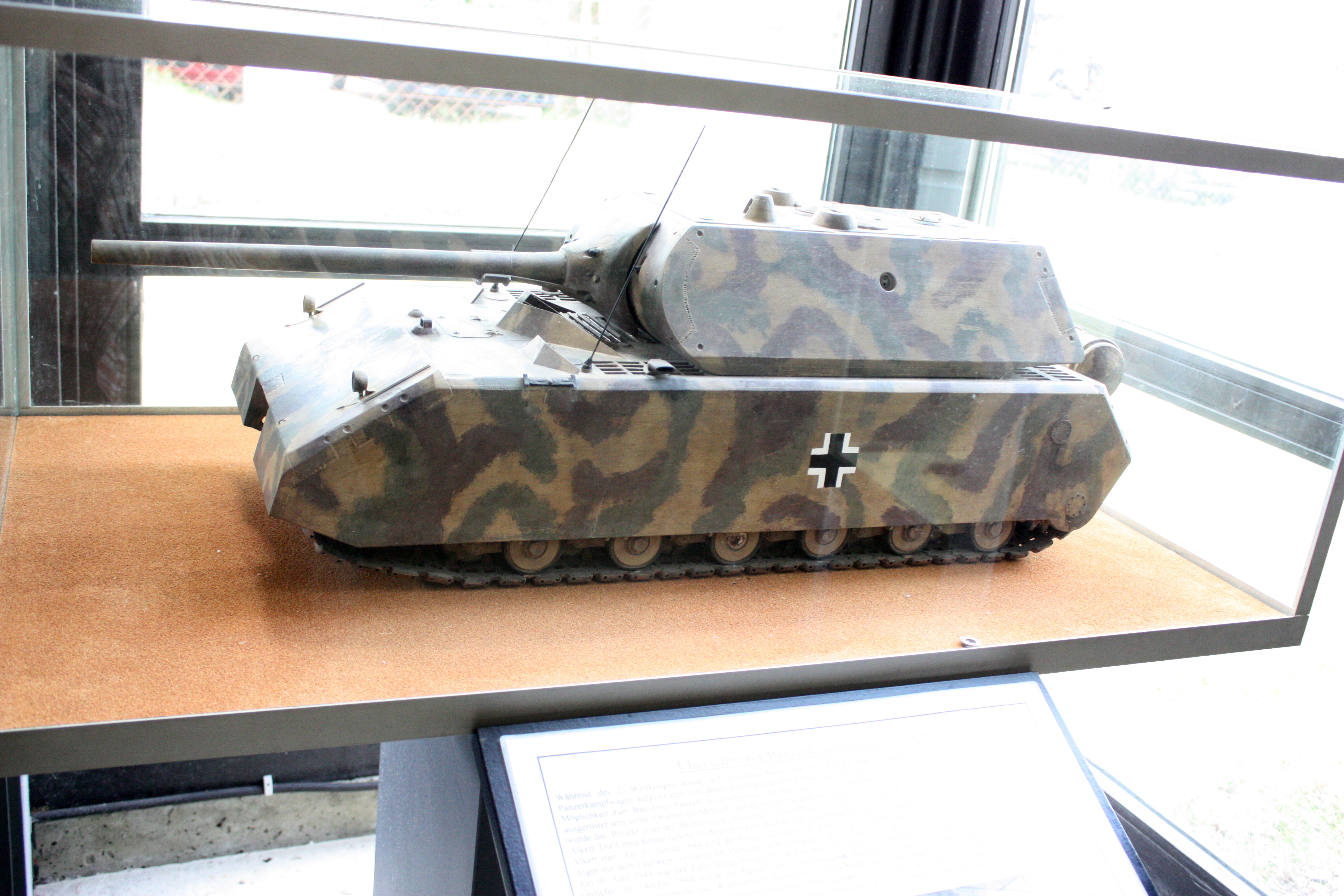
متحف بانزر، مونستر 2010

القيادات النازية العليا كانت منقسمة لإقرار البدء بالإنتاج الكامل! لكن الحرب لن تنتظر!
في يونيو من عام 1944م، يغزو الحلفاء النورماندي، وخلال أسبوع تقدمو عميقاً بإتجاه الداخل. وللمقاومة على النازيين أن يعتمدو على دبابتهم العملاقة الأصلية التايجر وقادة مثل مايكل فيتمن. وفي دورف يواصل د.بورش اختبار دبابته الماوس، لكن نموذجين فقط تم صنعهما، أما أروقة دبابات الماوس لم يتم أكمالهما يوماً.
في مارس 1945م، وصل السوفييت إلى ألمانيا واكتشفوا دبابتي ماوس مهجورتين قريبتين من كولمس دورف. بدأو بتجربة الدبابة ماوس، لكنهم استنتجو أنها ذات استخدام عملي محدود، ولن يتم صناعة دبابة بهذا الحجم ثانية.
فقد كان دبابة ماوس غير قابلة للتطوير في إطار تطوير الدبابات، لانها لم تملك القدرة الضرورية على التحرك لتحقيق أي شي عملي في الحرب الحديثة. دبابة الماوس تماماً كسلاح «قوستاف» كانت سلاحاً مبالغاً بحجمه غير قابل للأستعمال.

## المواصفات
صممت دبابة ماوس لتسحق أعداء الرايخ الثالث، درعها يصل إلى 22 سم من الفولاذ وفي بعض الأماكن الحساسة يصل السمك إلى 46 سم، وقوة المحرك الذي يستطيع تحريك هذه الكتلة من الفولاذ هي 1200 حصان، سرعتها القصوى لا تزيد على 20 كم/ساعة، وتمتلك مدفع يعتر بآخر ما توصل إليه مهندسي الأسلحة الألمان منعيار 128 ميلميتر  ومدفع آخر ثانوي عيار 76 ميليمتر  ورشاش إم جي34 . فقد كانت هذه الدبابة أكبر ب3 مرات من أي دبابه يستطيع الحلفاء صنعها رغم انه لم ينتج منها إلا اثنان إلا أن الدبابة أدت غرضها في نشر الرعب في صفوف الجنود الحلفاء في معركة البولج.
| المعيار        | النسبة    | ملاحظات              |
| -------------- | --------- | -------------------- |
| الوزن          | 188 طن    | (وزن 3 دبابات تايجر) |
| الطول          | 10 أمتار  |                      |
| المدفع الأساسي | 128       | أساسي                |
| المدفع الثانوي | 78        | ثانوي                |
| قوة المحرك     | 1200 حصان |                      |
| السرعة القصوى  | 20 كم/س   | من 15-20 كم/س        |
| الطاقم         | 6 اشخاص   | مع القائد            |

ورغم أنها لا تقارن بالدبابات السابقة لها، فإنها كانت من الدبابات المميزة لألمانيا النازية والتي تم إنتاج نسختين منها فقط نظرا لانتهاء الحرب العالمية الثانية ويصل طول الدبابة إلى 10 أمتار ووزنها 188 طنا وتسع طاقم من 6 أشخاص فقط.
كانت «ماوس» من أكبر مشاريع البناء في الحرب العالمية الثانية، أمر بها هتلر لتأمين السيطرة العالمية. ولتحقيق طموح الفهرر العسكري بأكبر دبابة قتالية في التاريخ.

## وصلات خارجية
- فيلم وثائقي هياكل نازية عملاقة الدبابات الخارقة - ناشونال جيوغرافيك.
- مقالة لروب أرندت (PANZERKAMPFWAGEN VIII MAUS) باللغة الإنجليزية.
- فيديو يوضح المواصفات والفروقات الخاصة - بدبابة بانزر 8 ماوس العملاقة، (يوتيوب)